# Leonyid Ivanovics Popov
Leonyid Ivanovics Popov (Alekszandrija, Ukrajna, 1945. augusztus 31.) szovjet űrhajós.

## Életpálya
A katonai repülő főiskola elvégzése után 1968-tól repülőtiszt. 1970. április 27-től részesült űrhajóskiképzésben. 200 napot, 14 órát és 45 percet szolgált a világűrben. 1976-ban a Gagarin Katonai Akadémiát diplomázott. 1987. június 13-án köszönt el az űrhajósok családjától. 1989-ben Moszkvában elvégezte a vezérkari Akadémiát. A légierő vezérkarában dolgozott. 1995-ben vonult nyugállományba.
Bélyegen is megörökítették az űrrepülését.

## Űrrepülések
1980-ban a Szojuz–35 űrhajó parancsnokaként indult a Szaljut–6 űrállomásra, ahol a 4. állandó legénység tagjaként 6 hónapot töltött.
1981-ben a Szojuz–40 űrhajó parancsnokaként Dumitru Prunariu űrhajóst kísérte a  Szaljut-6 űrállomásra.
1982-ben a Szojuz T–7 fedélzetén indult a háromfős személyzet a Szaljut–7 űrállomásra. A Szojuz T–5 fedélzetén tértek vissza a Földre.

## Kitüntetések
Kétszer kapta meg a Szovjetunió Hőse kitüntetést.